# Крутые Верхи (Курская область)
Крутые Верхи — село в Мантуровском районе Курской области. Входит в состав Ястребовского сельсовета.

## География
Крутые Верхи находятся в восточной части Мантуровского района. В селе протекает река Стуженёк.

## История
До 2010 года Крутые Верхи являлись центром Крутоверховского сельсовета. Согласно Закону Курской области от 26 апреля 2010 года № 26-ЗКО входит в укрупненный Ястребовский сельсовет.

## Население
| 2002 | 2010 |
| ---- | ---- |
| 161  | ↘126 |

## Достопримечательности
- Могила Неизвестного солдата[4].